# Дорси, Томас Эндрю
То́мас Э́ндрю До́рси (англ. Thomas Andrew Dorsey, также распространён вариант Thomas A. Dorsey) — американский популярный в 1920-е годы блюзовый музыкант, которого считают «отцом» современной музыки в жанре госпел. Многие написанные им песни стали классикой этого жанра. Среди них такие известнейшие, как «Take My Hand, Precious Lord» и «Peace in the Valley».
Как пишет музыкальный сайт AllMusic, Дорси был «разносторонным композитором, работы который непринуждённо смещались от энергичного жётского госпела до лёгких гимнов».